# Raça ària
Raça ària és un concepte que va influir històricament en la cultura europea durant el període de finals del segle xix i el començament del segle xx. Deriva de la idea que els parlants de llengües indoeuropees i els seus descendents fins a l'actualitat constitueixen una raça humana diferenciada o bé una subraça d'una gran raça caucàsica.
Mentre que originalment significava una classificació ètnica neutral, segons la interpretació que en va fer, entre d'altres, Arthur de Gobineau i el nazisme i posteriorment el neonazisme, esdevingué un concepte del racisme científic també usat en ocultisme i la teoria de la supremacia blanca.
El terme «ari» s'originà amb la manera que es designaven a ells mateixos els pobles indoaris i quedà registrada en textos de l'hinduisme com el Rigveda i en l'Avesta zoroastrià. Ben aviat adquirí el sentit de "noble" i "correcte" dins aquesta cultura.

## Origen del terme

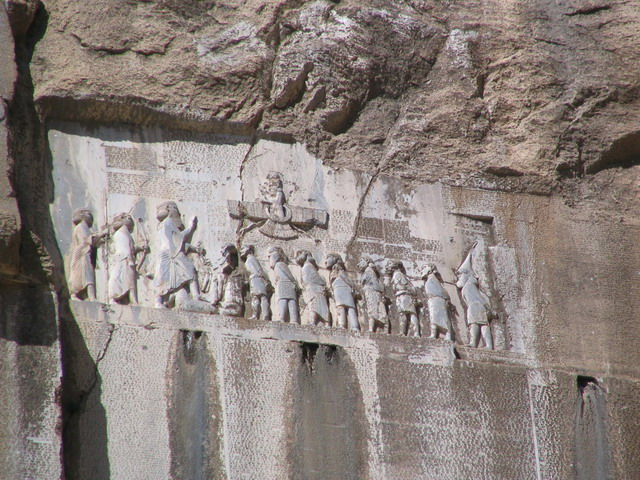
La primera referència a la paraula ari és del segle VI a.C del temps de Darios I el Gran.

El terme ari prové de la paraula en sànscrit ārya, que significava "honorable, respectable, noble". i que s'utilitzava com un etnònim per autoreferir-se al grup de pertinença indoariana.
En el segle xviii, les llengües indoeuropees més antigues eren aquelles dels pobles indoirànics antics. Per tant, la paraula ari es va adoptar per referir no només als pobles indoirànics, sinó també als parlants indoeuropeus nadius en el seu conjunt, és a dir, incloent-hi els romans, els grecs i els germànics. Aviat es van considerar del mateix grup els bàltics, els celtes i els eslaus. Es va argumentar que tots aquests idiomes es van originar a partir d'una arrel comuna, la que deriva de les parles conegudes com a llengües protoindoeuropees, associada a un poble ancestral que va ser considerat avantpassat dels europeus, irànics i els pobles indoaris. El grup ètnic compost pels protoindoeuropeus i els seus descendents moderns eren denominats els "aris".
Aquest era l'ús majoritari entre els textos dels autors de finals del segle xix i principis del segle xx. Per exemple, en el supervendes de 1920 The Outline of History, H. G. Wells. va utilitzar el terme en plural ("els pobles aris"), però era un ferm opositor a l'ús del terme en singular ("el poble ari"), usat amb motivacions racistes o polítiques per autors anteriors com Houston Stewart Chamberlain i per això, va ser curós a l'hora d'evitar el genèric, encara que sí que emprava de tant en tant el concepte per a algun "poble ari" específic (per exemple, els escites).
Tanmateix, en un clima de racisme creixent es feia difícil mantenir aquestes distincions matisades. Fins i tot Max Mueller, un lingüista que va escriure el 1888 que "un etnòleg que parla de raça ària, sang ària, ulls i cabells aris, és igual de gran pecador que un lingüista que parla d'un diccionari dolicocefàlic o una gramàtica braquicefàlica," se sentia a vegades culpable d'utilitzar el terme "raça ària". Així va ser com malgrat els mandats d'autors com Wells, la noció d'una raça ària es va arrelar en la cultura dominant.
Per això, en l'edició de 1944 World Atlas  de Rand McNally, la raça ària és descrita com un dels deu grups racials més grans de la humanitat. L'autor de ciència-ficció Poul Anderson (1926–2001), un antiracista d'ascendència escandinava, utilitza coherentment el terme ari com a sinònim d'indoeuropeu en moltes de les seves moltes novel·les, novel·les curtes i contes.
Avui dia l'ús d'"ari" com a sinònim d'"indoeuropeu" o en menor mesura d'"indoiranià" és obsolet, ideològicament sospitós i políticament incorrecte, tant en l'àmbit acadèmic com en el de la cultura popular. No obstant això, el terme encara pot ser present en ant en textos basats en acadèmics d'edat avançada o escrits per persones acostumades a fer ús d'aquest ús antic. Així, en un article de 1989 de la Scientific American, Colin Renfrew utilitzava el terme "ari" com a sinònim d'"indoeuropeu".
El terme indoària encara s'utilitza habitualment per descriure la meitat Índica de les llengües indoiràniques, per exemple, la família lingüística que agrupa el sànscrit i llengües modernes com l'hindi, l'Urdú i el bengalí.

## Ocultisme

### Teosofia

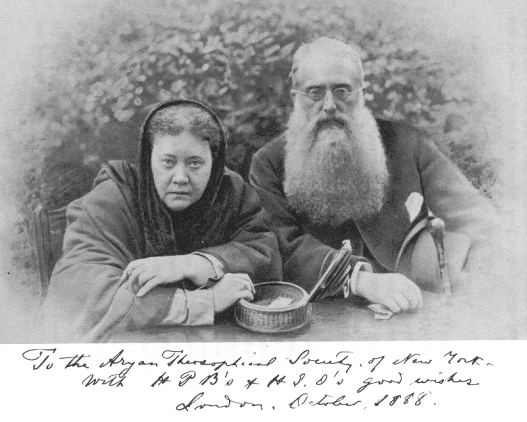
Helena Blavatsky i Henry Steel Olcott, un advocat, expert en agricultura i periodista que cobrí fenòmens espiritistes

El moviment teosòfic, fundat per Helena Blavatsky i Henry Olcott a finals del segle xix, es va inspirar a la cultura índia, en aquest cas, potser, al moviment reformista hindú Arya Samaj fundat per Swami Dayananda. Blavatsky sostenia que la humanitat descendia d'una sèrie de "races arrel" i anomenava a la raça arrel cinquena (d'un total de set), la raça ària. En el volum II de La doctrina secreta escrivia que els aris originalment venien de l'Atlàntida i descrivia les races àries amb les següents paraules:
| «                     | Les races àries, per exemple, ara varien des del marró fosc, gairebé negre, marró-vermell-groc, fins al color més blanc cremós, són tanmateix totes una i la mateixa població — la cinquena raça arrel — i la primavera d'un únic progenitor, (...) que es diu que visqué fa més de 18.000.000 anys, i també fa 850.000 anys — en el moment de l'enfonsament de les últimes restes del gran continent de l'Atlàntida. | » |
| — La doctrina secreta | |   |

Blavatsky utilitza "raça arrel" com un terme tècnic per descriure l'evolució humana durant els llargs períodes en la seva cosmologia. No obstant això, també afirmava que els pobles no aris moderns eren inferiors als aris. Regularment contrasta la cultura "ària" amb la "semítica", sempre en detriment de la segona; afirma que els pobles semítics són una branca dels aris que han "degenerat en espiritualitat" i s'han "perfeccionat en la materialitat". També defensa que alguns pobles són "criatures mig animals"; es refereix als "habitants de Tasmània, a una part dels australians i a una tribu de la muntanya a la Xina." També hi ha "un nombre considerable de pobles lemuro-atlàntics mixtos produïts per diversos encreuaments amb aquestes poblacions semihumanes — per exemple, els homes salvatges de Borneo, veddas de Ceilan, la major part dels pobles restants australians, bushman, negritos, els illencs Andaman, etc."
Tot i això, els seguidors de Blavatsky afirmen que el seu pensament no estava connectat amb les idees feixistes o nacionalsocialistes i afirmen que creia en una "Fraternitat Universal" de la humanitat. Blavatsky va escriure que "tots els homes tenen espiritualment i física el mateix origen" i que "la humanitat és essencialment una i amb la mateixa essència ". Per altra banda, a La doctrina secreta, Blavatsky asseverava: "En veritat la humanitat és 'd'una sang', però no de la mateixa essència".
Blavatsky connecta els trets físics amb els atributs espirituals constantment al llarg de les seves obres:
| «           | La història esotèrica ensenya que els ídols i el seu culte es van extingir amb la Quarta Raça, fins que els supervivents de les races híbrides d'aquesta última (xinès, negres africans, etc.) portin progressivament el culte de tornada. Els Vedes no aproven els ídols; tots els escrits hindús moderns ho fan" | » |
| — Blavatsky | |   |

| «           | La diferència intel·lectual entre les nacions civilitzades àries i altres nacions civilitzades, i aquestes salvatges com els illencs del mar del Sud, és inexplicable per qualsevol altre motiu. Ni amb grans dosis de cultura ni amb generacions de formació en la civilització, aplicades a aquestes mostres humanes com els Boiximans, el Veddas de Ceylon, i algunes tribus africanes, podrien arribar a aspirar a estar al mateix nivell intel·lectual que els aris, els semites i als anomenats turanians. La "espurna sagrada" no es troba en ells i són ells els que són les úniques races inferiors al món, ara feliçment — gràcies al savi reajustament de la natura que sempre treballa en aquesta direcció — s'extingiran ràpid. En veritat la humanitat és "d'una sang", però no de la mateixa essència. Som l'hivernacle, accelerant ràpidament les plantes a la natura, que tenen en nosaltres una espurna, que en ells és latent. | » |
| — Blavatsky | |   |

Segons Blavatsky, "els nòmades dels espècimens més menors de la humanitat (els salvatges "curts de gambals" de les illes del sud, els africans i els australians) no tenen Karma suficient per calcular quan va néixer l'home, com tampoc els seus germans més afavorits intel·lectualment".
Profetitza també la destrucció dels "errors racials de la naturalesa" amb l'ascensió de la futura "raça superior":
| «           | Així serà la humanitat, raça rere raça, quan dugui a terme el seu cicle marcat de peregrinació. Els climes ja han començat a canviar, cada any tropical fan desaparèixer una nova subraça, però només per engendrar una altra raça superior en el cicle ascendent; mentre que una sèrie d'altres grups menys afavorits — els fracassos de la natura — desapareixeran, igual que alguns homes individuals, de la família humana sense ni tan sols deixar rastre. | » |
| — Blavatsky | |   |

La segona subraça de la raça cinquena o raça ària, l'aràbiga, és considerada pels teòsofs com una de les subraces àries. Segons ells, els àrabs, tot i que en la teosofia tradicional s'afirma que són d'ascendència ària (és a dir, indoeuropeus), van adoptar la llengua semítica dels pobles del seu entorn que havien emigrat abans de l'Atlàntida. Els teòsofs afirmen que els Jueus es van originar com una branca de la subraça àrab en el que ara és el Iemen pels volts del 30.000 aC. Van emigrar primer a Somàlia i després a Egipte, on van viure fins a temps de Moisès. Per tant, d'acord amb els ensenyaments de la Teosofia, els Jueus són part de la raça ària.
Samael Aun Weor va publicar un llibre el 1967 retitulat el 2008 com The Doomed Aryan Race que afirma que la "raça d'arrel" ària està destinada a ser destruïda per bombes d'hidrogen llevat que les persones àries aprenguin ioga tàntric.

### Ariosofia
Guido von Llista (i els seus seguidors com Lanz von Liebenfels) va prendre com a model alguna de les idees de Blavatsky i les va barrejar amb la seva ideologia nacionalista i feixista per conformar un sistema de pensament que esdevindria l'ariosofia. Aquesta línia de pensament creu que els teutònics són superiors a la resta de pobles perquè segons la teosofia els teutònics o nòrdics eren la subraça més propera a la raça d'arrel ària. Aquests punts de vista també s'introdueixen en el desenvolupament de la ideologia nazi. Les publicacions teosòfiques com The Aryan Path es van oposar fermament a l'ús nazi atacant el racisme.

## Arianisme

### Feixisme italià

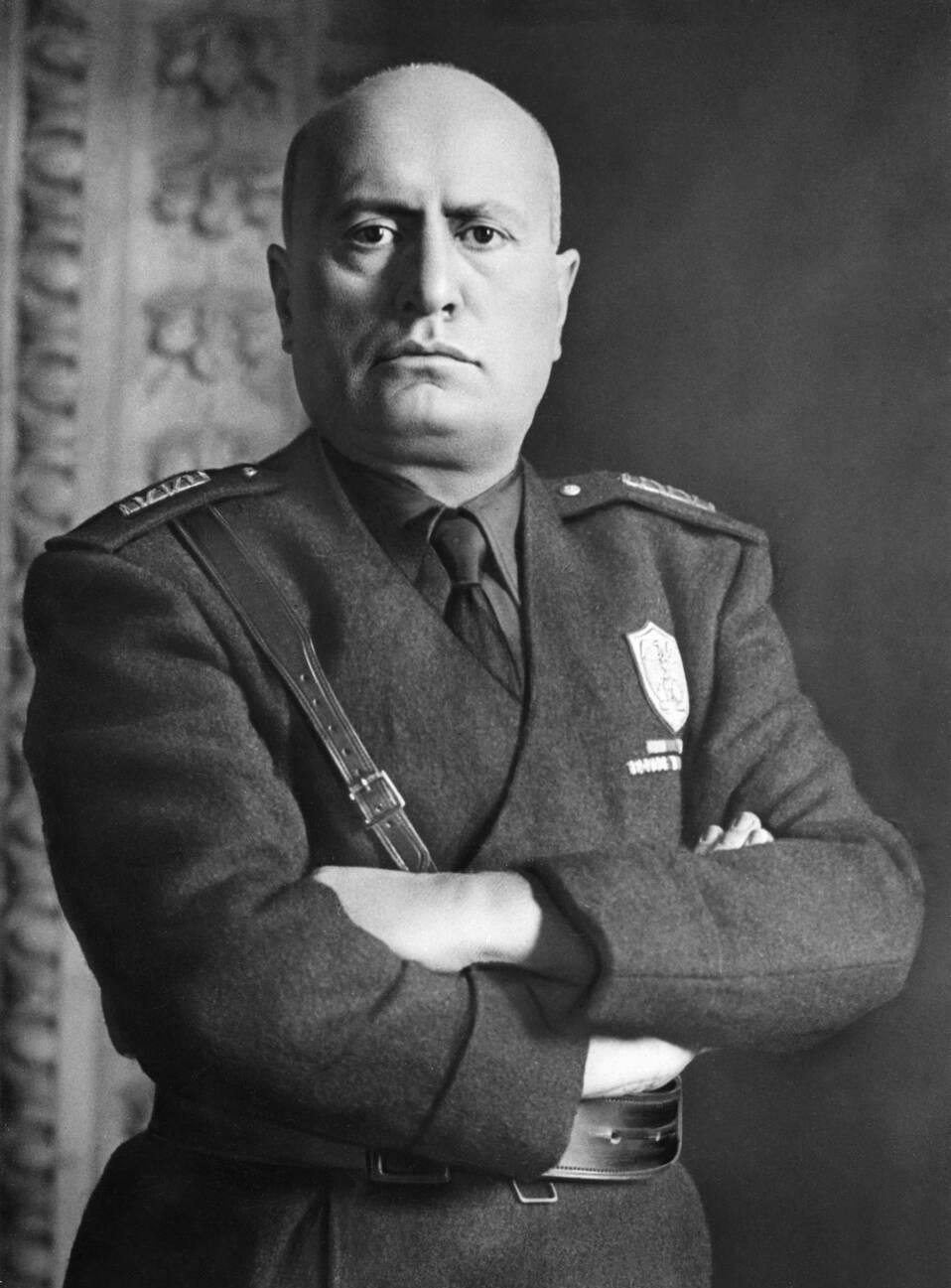
Benito Mussolini.

En un discurs el 1921 a Bologna, Mussolini va declarar que "el feixisme va néixer... d'una necessitat profunda i perenne de la nostra raça ària i mediterrània". En aquest discurs Mussolini es referia als italians com la branca mediterrània de la raça d'ària; parlava d'ari referint-se a persones d'una cultura i llengua indoeuropea. El feixisme italià va emfasitzar amb la idea que la raça estava lligada per fonaments espirituals i culturals, i va determinar una jerarquia racial basada en factors espirituals i culturals. Malgrat que el feixisme italià basava la seva concepció de raça en factors espirituals i culturals, Mussolini va rebutjar explícitament la idea de les races "pures" des d'un punt de vista biològic, tanmateix la biologia va ser considerada un factor important dins la raça.
El feixisme italià va refusar enèrgicament la concepció nordicista comuna dels aris "purs" com aquells que comptaven amb certs trets físics representatius dels països nòrdics, com són els cabells rossos i els ulls blaus. L'antipatia de Mussolini i altres feixistes italians envers el nordicisme estava lligada a l'existència del que ells consideraven complex d'inferioritat mediterrani, el qual afirmaven que havia estat inculcat en els mediterranis per la propagació de les teories nordicistes alemanyes i anglosaxones que entenien els pobles mediterranis com racialment degenerats i per tant, des del seu punt de vista inferiors. Mussolini va combatre aquest suposat complex d'inferioritat a Itàlia en refusar inicialment el nordicisme. Tanmateix la idea que el nordicisme tradicional considera que els mediterranis són degenerats a causa de tenir un color de pell més fosc que els nòrdics sempre havia estat retreta en antropologia a través de la teoria de la despigmentació, la qual afirma que els pobles de pell més clara van ser despigmentats d'una pell més fosca; aquesta teoria està àmpliament acceptada en antropologia. L'antropòleg Carleton S. Coon en el seu treball The races of Europe (1939) subscriu la teoria de la despigmentació que argueix que el color més clar dels nordics va ser el resultat de la despigmentació dels seus avantpassats de la raça mediterrània.

### Neonazisme

La creu solar ha estat utilitzada com a símbol de la raça ària per alguns grupuscles neonazis, tanmateix la creu Celta sembla el símbol més popular entre els supremacistes blancs - els nazis inclosos.

Des de la desfeta militar de l'Alemanya nazi per part dels Aliats el 1945, alguns grups neonazis han desenvolupat una definició més inclusiva d'«ari» que afirma que els pobles de l'Europa occidental són els descendents més propers dels aris antics, amb els nòrdics i els pobles germànics com els més "racialment purs".
Segons Nicholas Goodrick-Clarke, molts neonazis volen establir un estat autocràtic inspirant-se en l'Alemanya Nazi però que s'anomenaria Imperi Occidental. Es creu que aquesta proposta d'estat seria capaç d'assolir la dominació mundial en combinar els arsenals nuclears de les quatre principals potències "àries" (els Estats Units, el Regne Unit, França, i Rússia) sota un únic ordre militar.
Aquesta proposta d'estat concebuda pels neonazis seria dirigida per una mena de Führer anomenat Vindex qui dominaria totes les àrees habitades per la "raça ària". Només els "aris" serien ciutadans de ple dret de l'estat. L'"Imperi Occidental" s'embarcaria en un programa dinàmic i vigorós d'exploració espacial, seguida de la creació d'una super raça fruit de l'enginyeria genètica anomenada Homo Galàctica. El concepte "Imperi Occidental" tal com es perfila en les frases anteriors està basat en el concepte original Imperium que està recollit en el llibre de 1947 Imperium: The Philosophy of History and Politics de Francis Parker Yockey encara que va ser actualitzat, estès i refinat a principis de la dècada de 199 en els pamflets publicats per David Myatt.

#### Tempelhofgesellschaft
A principis de la dècada de 1990 es va fundar una secta neonazi esotèrica i gnòstica enclavada a Viena (Àustria) anomenada Tempelhofgesellschaft que dicta una línia de pensament que podria ser definida com a marcionista. Distribueixen fulletons que afirmen que la raça ària provés originalment de l'Atlantis i aquests de l'estrella Aldebaran (aquesta informació es basaria en un suposat "antic manuscrit sumeri").